# San José del Valle (Nayarit)
San José del Valle es una localidad del estado mexicano de Nayarit, en el municipio de Bahía de Banderas. Se encuentra en la zona popular de Nuevo Nayarit, entre los límites de Nayarit y Jalisco.

## Demografía
De acuerdo con el Censo de Población y Vivienda realizado en marzo de 2020 por el Instituto Nacional de Estadística y Geografía (INEGI), en San José del Valle había un total de 35 486 habitantes, 17 814 mujeres y 17 672 hombres.